# 永楽 (高句麗)
永楽（えいらく、영락）は、高句麗の第19代王である好太王の用いた元号。『好太王碑』において確認できるが、『三国史記』などの文献資料には見られない。

## 概要
好太王は、即位した391年を元年とする初の元号「永楽」を創設したとされるが、従来、高句麗は、中国皇帝は天帝の子として天下を支配する命を受け、その支配は空間のみならず時間にも及ぶことを表象する中国元号の使用を受け入れており、中国の属国であることを認めていた。独自の元号を建てることは、中国皇帝の権威に対する挑戦であり、高句麗の中国からの独立宣言を意味する。

## 西暦との対照表
| 永楽 | 元年? | 2年?  | 3年?  | 4年?  | 5年   | 6年   | 7年   | 8年   | 9年   | 10年  |
| 西暦 | 391年 | 392年 | 393年 | 394年 | 395年 | 396年 | 397年 | 398年 | 399年 | 400年 |
| 干支 | 辛卯  | 壬辰  | 癸巳  | 甲午  | 乙未  | 丙申  | 丁酉  | 戊戌  | 己亥  | 庚子  |
| 永楽 | 11年  | 12年  | 13年  | 14年  | 15年  | 16年  | 17年  | 18年  | 19年  | 20年  |
| 西暦 | 401年 | 402年 | 403年 | 404年 | 405年 | 406年 | 407年 | 408年 | 409年 | 410年 |
| 干支 | 辛丑  | 壬寅  | 癸卯  | 甲辰  | 乙巳  | 丙午  | 丁未  | 戊申  | 己酉  | 庚戌  |
| 永楽 | 21年? | 22年? |       |       |       |       |       |       |       |       |
| 西暦 | 411年 | 412年 |       |       |       |       |       |       |       |       |
| 干支 | 辛亥  | 壬子  |       |       |       |       |       |       |       |       |

## 年代比定
好太王が永楽太王と号し、以下の8件の使用例が碑文から確認できることから、永楽元年は391年（辛卯年）であると考えられている。また、『三国史記』高句麗本紀・好太王紀や同書・年表、『三国遺事』王暦には好太王の即位年を壬辰年（392年）としており、碑文に記す年代とは1年のずれがあるが、好太王の治世が22年に及んだことをもって永楽年号も22年目まで用いられたものと考えられている。
好太王碑文における永楽年号の使用例
- 永楽五年歳在乙未
- 六年丙申
- 八年戊戌
- 九年己亥
- 十年庚子
- 十四年甲辰
- 十七年丁未
- 廿年庚戌